# 雷·布拉德伯里奖
雷·布拉德伯里星云奖最佳戏剧表现（英語：Ray Bradbury Nebula Award for Outstanding Dramatic Presentation）原名雷·布拉德伯里奖最佳戏剧表现（Ray Bradbury Award for Outstanding Dramatic Presentation），是美國科幻和奇幻作家協會每年向科幻/奇幻电影或电视剧分集颁发的奖项。参与星云奖角逐的作品必须以英语在美国发表，以英语在网站发表或提供电子版的不受发行国限制。同时参与角逐的必须是独立作品，最多容许两到三集的迷你剧，不能是三集以上的整部电视连续剧集体参赛。奖项名称旨在向多产作家兼编剧雷·布萊伯利致敬，1992年开始颁奖。雷·布拉德伯里奖与星云奖一起颁发，但不像星云奖般投票选出，而是美国科幻和奇幻作家协会主席独自决定。奖项设立时名叫雷·布拉德伯里奖最佳戏剧表现，1992、1999、2001、2009年四度颁奖。曾于1974至1978年，以及2000至2009年颁发的星云奖最佳剧本2010年停办，雷·布拉德伯里奖改成像正式奖项一样增加提名和投票流程。2019年，美国科幻和奇幻作家协会宣布雷·布拉德伯里奖纳入星云奖，第二年奖项更名雷·布拉德伯里星云奖最佳戏剧表现。
美国科幻和奇幻作家协会成员选出星云奖提名作品和得主，作品主创无须加入协会。每年会员在12月15日到第二年1月31日选出提名，得票最多的六部作品入围，如出现平局还可能超过六部。此后不久会员有一个月为入围作品投票，结果在5月的星云奖颁奖典礼公布。会员不能提名自创作品，如果最终结果出现平局，提名最多的作品胜出。2009年颁奖前，作品从发表之日起一年内有资格参与星云奖角逐，所以1993年发表的作品可能1994年提名，1995年获奖。
增加提名流程后雷·布拉德伯里奖已颁奖13届，提名78部作品，13部获奖，1992至2009年无提名流程还曾四度颁奖。部分系列作品多次提名，其中最多的漫威电影宇宙已经12次，电影九次，电视剧季度兩次，电视剧分集一次。其他多次提名的系列作品包括：《星際大戰》电影三部、电视剧分集两集；《異世奇人》分集提名三次并获奖一次，《良善之地》分集提名三次。绝大多数提名作品是电影或电视剧分集，偶尔出现例外：1999年获奖的是整部电视连续剧，2001年得奖的是广播剧选集，2009年是得奖人已经创作的所有作品拿奖，2019年出现唱片获提名。

## 入围与得主
下表左侧是颁奖而非作品发布年份，蓝色背景和作品名称右侧的星号（*）代表得主，白色背景代表其他入围作品。主创栏按美国科幻和奇幻作家协会认可的人员及职务标识，与作品发表的实际情况不一定相符，颁奖规格声称奖项授予作品的“主要”导演和编剧（作家）。
  *  得主
| 年份 | 作品                                   | 主创 | 发行                                                           | 参考          |
| ---- | -------------------------------------- | --- | -------------------------------------------------------------- | ------------- |
| 1992 | 《终结者2：审判日》*                   | 詹姆斯·卡梅隆（导演、编剧），小威廉·威谢尔（编剧） | 三星影业                                                       | [ 14 ]        |
| 1999 | 《巴比伦五号》*                        | 约瑟夫·迈克尔·斯特拉日恩斯基（导演、编剧） | 巴比伦制片/華納兄弟電視公司                                    | [ 14 ] [ 10 ] |
| 2001 | 《2000X》*                             | 尤里·拉索夫斯基（编剧）、哈兰·艾里森（编剧） | 全国公共广播电台                                               | [ 11 ] [ 14 ] |
| 2009 | 乔斯·韦登影视作品*                     | 喬斯·溫登（编剧） |                                                                | [ 12 ] [ 14 ] |
| 2010 | 《第九区》*                            | 尼尔·布洛姆坎普（导演、编剧）、特丽·塔歇尔（编剧） | 三星影业                                                       | [ 14 ] [ 15 ] |
| 2010 | 《阿凡达》                             | 詹姆斯·卡梅隆（导演、编剧） | 二十世纪福克斯                                                 | [ 14 ] [ 15 ] |
| 2010 | 《鬼妈妈》                             | 亨利·塞利克（导演、编剧） | 焦点影业                                                       | [ 14 ] [ 15 ] |
| 2010 | 《月球》                               | 邓肯·琼斯（导演、编剧）、内森·帕克（编剧） | 索尼影視娛樂                                                   | [ 14 ] [ 15 ] |
| 2010 | 《星际迷航》                           | J·J·艾布斯（导演）、罗伯托·奥利奇（编剧）、艾力克斯·寇茲曼（编剧） | 派拉蒙影業                                                     | [ 14 ] [ 15 ] |
| 2010 | 《天外奇蹟》                           | 皮特·多克特（导演、编剧）、鮑伯·彼得森（编剧）、湯瑪士·麥卡錫（编剧） | 皮克斯动画工作室/华特迪士尼影片                                | [ 14 ] [ 15 ] |
| 2011 | 《全面啟動》*                          | 克里斯托弗·诺兰（导演、编剧） | 华纳兄弟                                                       | [ 14 ] [ 16 ] |
| 2011 | 《神偷奶爸》                           | 皮埃尔·柯芬（导演）、辛科·保罗与肯·道里欧（编剧） | 环球影业                                                       | [ 14 ] [ 16 ] |
| 2011 | 《異世奇人》：《文森特與博士》         | 喬尼·坎貝爾（导演）、李察·寇蒂斯（编剧） | 英国广播公司                                                   | [ 14 ] [ 16 ] |
| 2011 | 《馴龍高手》                           | 迪恩·德布洛斯（编剧）、克里斯·桑德斯（编剧）、威廉姆·戴维斯（编剧） | 派拉蒙影業                                                     | [ 14 ] [ 16 ] |
| 2011 | 《歪小子史考特》                       | 埃德加·赖特（导演、编剧）、迈克尔·巴考尔（编剧） | 环球影业                                                       | [ 14 ] [ 16 ] |
| 2011 | 《玩具總動員3》                        | 迈克尔·阿恩特（编剧） | 皮克斯动画工作室/华特迪士尼影片                                | [ 14 ] [ 16 ] |
| 2012 | 《異世奇人》：《博士之妻》*            | 理查德·克拉克（导演）、尼爾·蓋曼（编剧） | BBC威尔士                                                      | [ 14 ] [ 17 ] |
| 2012 | 《命運規劃局》                         | 乔治·诺非（导演、编剧） | 环球影业                                                       | [ 14 ] [ 17 ] |
| 2012 | 《街区大作战》                         | 喬·柯尼許（导演、编剧） | 最佳发行/幕寶電影公司                                          | [ 14 ] [ 17 ] |
| 2012 | 《美國隊長》                           | 喬·約翰斯頓（导演）、克里斯托弗·马库斯与斯蒂芬·麦克菲利（编剧） | 派拉蒙影業                                                     | [ 14 ] [ 17 ] |
| 2012 | 《雨果》                               | 马丁·斯科塞斯（导演）、约翰·洛根（编剧） | 派拉蒙影業                                                     | [ 14 ] [ 17 ] |
| 2012 | 《午夜巴黎》                           | 伍迪·艾伦（导演、编剧） | 索尼影視娛樂                                                   | [ 14 ] [ 17 ] |
| 2012 | 《啟動原始碼》                         | 邓肯·琼斯（导演）、本·雷普利（编剧） | 顶峰娱乐                                                       | [ 14 ] [ 17 ] |
| 2013 | 《南方的野兽》*                        | 贝赫·泽特林（导演、编剧）、露西·阿里巴（编剧） | 时间旅人/Cinereach/宫廷十三                                    | [ 14 ] [ 18 ] |
| 2013 | 《復仇者聯盟》                         | 喬斯·溫登（导演、编剧）、扎克·佩恩（编剧） | 漫威影业                                                       | [ 14 ] [ 18 ] |
| 2013 | 《屍營旅舍》                           | 德魯·戈達德（导演、编剧）、喬斯·溫登（编剧） | 变异敌人制片                                                   | [ 14 ] [ 18 ] |
| 2013 | 《飢餓遊戲》                           | 蓋瑞·羅斯（导演、编剧）、苏珊·柯林斯（编剧）、比利·雷（编剧） | 狮门娱乐                                                       | [ 14 ] [ 18 ] |
| 2013 | 《異星爭霸戰：尊卡特傳奇》             | 安德鲁·斯坦顿（导演、编剧） | 华特迪士尼影片                                                 | [ 14 ] [ 18 ] |
| 2013 | 《時凶獵殺》                           | 莱恩·约翰逊（导演） | DMG娱乐/终局娱乐                                               | [ 14 ] [ 18 ] |
| 2014 | 《地心引力》*                          | 艾方索·柯朗（导演、编剧）、何纳斯·柯朗（编剧） | 华纳兄弟                                                       | [ 14 ] [ 19 ] |
| 2014 | 《異世奇人》：《博士之日》             | 尼克·赫伦（导演）、史蒂芬·莫法特（编剧） | BBC威尔士                                                      | [ 14 ] [ 19 ] |
| 2014 | 《木衛二報告》                         | 塞巴斯特·柯代洛（导演）、菲利普·盖拉特（编剧） | 启动电影                                                       | [ 14 ] [ 19 ] |
| 2014 | 《雲端情人》                           | 斯派克·琼斯（导演、编剧） | 华纳兄弟                                                       | [ 14 ] [ 19 ] |
| 2014 | 《飢餓遊戲：星火燎原》                 | 法蘭西斯·羅倫斯（导演）、西蒙·博福伊（编剧）, 迈克尔·阿恩特（编剧） | 狮门娱乐                                                       | [ 14 ] [ 19 ] |
| 2014 | 《环太平洋》                           | 吉勒摩·戴托羅（导演、编剧）、特拉维斯·比彻姆（编剧） | 华纳兄弟                                                       | [ 14 ] [ 19 ] |
| 2015 | 《银河护卫队》*                        | 詹姆斯·岡恩（编剧）、妮可·帕爾曼（编剧） | 华特迪士尼影片                                                 | [ 14 ] [ 20 ] |
| 2015 | 《鸟人》                               | 阿利安卓·崗札雷·伊納利圖（编剧）、尼古拉斯·迦科波恩（编剧）、亚历山大·迪内拉里斯（编剧）、阿尔曼多·博（编剧） | 探照灯影业                                                     | [ 14 ] [ 20 ] |
| 2015 | 《美國隊長2：酷寒戰士》                | 克里斯托弗·马库斯与斯蒂芬·麦克菲利（编剧） | 华特迪士尼影片                                                 | [ 14 ] [ 20 ] |
| 2015 | 《明日边缘》                           | 克里斯托夫·迈考利（编剧）、杰斯·巴特沃斯（编剧）、约翰-亨利·巴特沃斯（编剧） | 华纳兄弟                                                       | [ 14 ] [ 20 ] |
| 2015 | 《星际穿越》                           | 克里斯托弗·诺兰（编剧）、乔纳森·诺兰（编剧） | 派拉蒙影業                                                     | [ 14 ] [ 20 ] |
| 2015 | 《樂高玩電影》                         | 菲爾·洛德與克里斯多福·米勒（编剧） | 华纳兄弟                                                       | [ 14 ] [ 20 ] |
| 2016 | 《疯狂的麦克斯：狂暴之路》*            | 乔治·米勒（导演、编剧）、布伦丹·麦卡锡（编剧）、尼克·拉图里（编剧） | 威秀娱乐/肯尼迪－米勒－米歇尔/RatPac-Dune娱乐                  | [ 14 ] [ 21 ] |
| 2016 | 《机械姬》                             | 亚力克斯·嘉兰（导演、编剧）、布拉德·汤普森（导演、编剧）、大卫·韦德尔（导演、编剧） | 电影第四频道制片/DNA影业                                       | [ 14 ] [ 21 ] |
| 2016 | 《头脑特工队》                         | 皮特·多克特（导演、编剧）、罗纳尔多·德尔·卡门（编剧）、梅格·勒福夫（编剧）、乔什·库雷（编剧） | 华特迪士尼影片/皮克斯动画工作室                                | [ 14 ] [ 21 ] |
| 2016 | 《杰西卡·琼斯》：《又名微笑》          | 迈克尔·瑞迈尔（导演）、斯科特·雷诺兹（编剧）、梅莉莎·罗森伯格（编剧）、杰米·金（编剧） | 漫威电视/美国广播公司制片厂/高个女制片                         | [ 14 ] [ 21 ] |
| 2016 | 《絕地救援》                           | 雷利·史考特（导演）、德魯·戈達德（编剧） | 斯科特自由制片/金伯格类型片/TSG娱乐                            | [ 14 ] [ 21 ] |
| 2016 | 《STAR WARS：原力覺醒》                | J·J·艾布斯（导演、编剧）、劳伦斯·卡斯丹（编剧）、迈克尔·阿恩特（编剧） | 卢卡斯影业/坏机器人制片公司                                    | [ 14 ] [ 21 ] |
| 2017 | 《降临》*                              | 丹尼斯·维勒弗（导演）、艾瑞克·赫瑟勒（编剧） | 21 Laps娱乐/电影国度娱乐/熔岩熊影业/异族语言学制片             | [ 14 ] [ 22 ] |
| 2017 | 《奇异博士》                           | 史考特·德瑞森（导演、编剧）、罗伯特·嘉吉（编剧） | 漫威影业/华特迪士尼影片                                        | [ 14 ] [ 22 ] |
| 2017 | 《酷寶：魔弦傳說》                     | 崔維斯·奈特（导演）、马克·海姆斯（编剧）、克里斯·巴特勒（编剧） | 萊卡                                                           | [ 14 ] [ 22 ] |
| 2017 | 《星際大戰外傳：俠盜一號》             | 加里斯·爱德华斯（导演）、克里斯·魏茲（编剧）、東尼·格萊（编剧） | 卢卡斯影业/华特迪士尼影片                                      | [ 14 ] [ 22 ] |
| 2017 | 《西部世界》：《二分心》               | 乔纳森·诺兰（导演、编剧）、麗莎·喬伊（编剧） | HBO                                                            | [ 14 ] [ 22 ] |
| 2017 | 《動物方城市》                         | 拜倫·霍華德（导演）、傑瑞·布希（编剧）、菲尔·约翰斯顿（编剧） | 华特迪士尼影片                                                 | [ 14 ] [ 22 ] |
| 2018 | 《逃出絕命鎮》*                        | 喬登·皮爾（导演、编剧） | 环球影业                                                       | [ 14 ] [ 23 ] |
| 2018 | 《良善之地》：《迈克尔的赌注》         | 迈克尔·舒尔（导演、编剧） | 全国广播公司                                                   | [ 14 ] [ 23 ] |
| 2018 | 《金刚狼3：殊死一战》                  | 詹姆斯·曼高德（导演、编剧）、斯科特·弗兰克（编剧）、麥可·葛林（编剧） | 二十世纪福克斯                                                 | [ 14 ] [ 23 ] |
| 2018 | 《水底情深》                           | 吉勒摩·戴托羅（导演、编剧）、瓦内莎·泰勒（编剧） | 探照灯影业                                                     | [ 14 ] [ 23 ] |
| 2018 | 《STAR WARS：最後的絕地武士》          | 莱恩·约翰逊（导演、编剧） | 卢卡斯影业                                                     | [ 14 ] [ 23 ] |
| 2018 | 《神奇女侠》                           | 派蒂·珍金斯（导演）、艾伦·海因伯格（编剧） | 华纳兄弟                                                       | [ 14 ] [ 23 ] |
| 2019 | 《蜘蛛人：新宇宙》*                    | 菲尔·罗德（编剧）、罗德尼·罗斯曼（编剧） | 索尼动画                                                       | [ 13 ] [ 14 ] |
| 2019 | 《黑豹》                               | 瑞安·库格勒（编剧）、乔·罗伯特·科尔（编剧） | 漫威影业                                                       | [ 13 ] [ 14 ] |
| 2019 | 《Dirty Computer》                     | 贾奈尔·梦内（词曲）、查克闪电（词曲） | 旺达兰艺术学会/坏小子唱片/大西洋唱片                           | [ 13 ] [ 14 ] |
| 2019 | 《良善之地》：《杰里米·贝尔利米》      | 梅根·阿姆兰（编剧） | 全国广播公司                                                   | [ 13 ] [ 14 ] |
| 2019 | 《噤界》                               | 約翰·卡拉辛斯基（编剧）、布莱恩·伍兹（编剧）、斯科特·贝克（编剧） | 白金沙丘/周日晚间制片                                          | [ 13 ] [ 14 ] |
| 2019 | 《抱歉打扰》                           | 布茨·赖利（编剧） | 安纳布尔纳影业                                                 | [ 13 ] [ 14 ] |
| 2020 | 《好預兆》：《患难与共》*              | 尼爾·蓋曼（编剧） | 亚马逊制片/BBC工作室                                           | [ 14 ] [ 24 ] |
| 2020 | 《復仇者聯盟：終局之戰》               | 克里斯托弗·马库斯与斯蒂芬·麦克菲利（编剧） | 漫威影业                                                       | [ 14 ] [ 24 ] |
| 2020 | 《驚奇隊長》                           | 安娜·波頓與瑞安·弗雷克（编剧）、吉内瓦·德沃莱特-罗宾森（编剧） | 漫威影业                                                       | [ 14 ] [ 24 ] |
| 2020 | 《曼達洛人》：《第二章：孩子》         | 強·法夫洛（编剧） | Disney+                                                        | [ 14 ] [ 24 ] |
| 2020 | 《俄羅斯娃娃：派對迴旋》：《生路一条》 | 艾莉森·席尔佛曼（编剧）、莱丝利·海德兰德（编剧） | Netflix                                                        | [ 14 ] [ 24 ] |
| 2020 | 《守望者》：《神遇艾巴》               | 杰夫·詹森（编剧）、戴蒙·林道夫（编剧） | HBO                                                            | [ 14 ] [ 24 ] |
| 2021 | 《良善之地》：《等着你》*              | 迈克尔·舒尔（编剧） | 全国广播公司、弗里穆朗/三艺术娱乐/环球                         | [ 14 ] [ 25 ] |
| 2021 | 《猛禽小隊：小丑女大解放》             | 克莉絲汀·哈德森（编剧） | 華納兄弟電視公司、俱乐部影业/DC娱乐/克罗尔娱乐/LuckyChap娱乐   | [ 14 ] [ 25 ] |
| 2021 | 《无垠的太空》：《高加米拉之战》       | 丹·诺瓦克（编剧） | 亚马逊Prime、艾肯娱乐/艾肯电视集团/亚马逊影业/Hivemind/Just So | [ 14 ] [ 25 ] |
| 2021 | 《逃出絕命村》第一季                   | 米沙·格林（编剧）、珊农·休斯敦（编剧）、凯文·刘（编剧）、韦斯·泰勒（编剧）、伊奥玛·奥福德雷（编剧）、乔纳森·基德（编剧）、索尼娅·温顿（编剧） | HBO Max、坏机器人制片公司/猴爪制片/華納兄弟電視公司            | [ 14 ] [ 25 ] |
| 2021 | 《曼達洛人》：《第十四章：悲劇》       | 強·法夫洛（编剧） | Disney+、魔像创作/卢卡斯影业                                   | [ 14 ] [ 25 ] |
| 2021 | 《永生守卫》                           | 格雷格·鲁卡（编剧） | Netflix、Skydance Media/丹佛和黛利拉电影公司/马克·埃文斯制片   | [ 14 ] [ 25 ] |
| 2022 | 《汪達幻視》第一季*                    | Peter Cameron（编剧）、Mackenzie Dohr（编剧）、Laura Donney（编剧）、Bobak Esfarjani（编剧）、梅根·麥克唐納（编剧）、潔克·薛佛（编剧）、Cameron Squires（编剧）、Gretchen Enders（编剧）、Chuck Hayward（编剧） | 漫威影业                                                       | [ 14 ] [ 26 ] |
| 2022 | 《奇幻魔法屋》                         | Charise Castro Smith（编剧）、傑瑞·布希（编剧）、拜倫·霍華德（编剧）、Jason Hand（编剧）、Nancy Kruse（编剧）、林-曼努爾·米蘭達 （编剧） | 華特迪士尼動畫工作室/华特迪士尼影片                            | [ 14 ] [ 26 ] |
| 2022 | 《綠衣騎士》                           | 大衛·羅利（编剧） | Sailor Bear/Bron Studios/A24                                   | [ 14 ] [ 26 ] |
| 2022 | 《洛基》第一季                         | 碧莎·K·阿里（编剧）、Elissa Karasik（编剧）、Eric Martin（编剧）、麥可·沃爾德倫（编剧）、Tom Kauffman（编剧）、Jess Dweck（编剧） | 漫威影业                                                       | [ 14 ] [ 26 ] |
| 2022 | 《尚氣與十環傳奇》                     | 大衛·卡拉漢（编剧）、德斯汀·丹尼爾·克雷頓（编剧）、Andrew Lanham（编剧） | 漫威影业/华特迪士尼影片                                        | [ 14 ] [ 26 ] |
| 2022 | 《勝利號》                             | 趙聖熙（编剧） | Bidangil Pictures                                              | [ 14 ] [ 26 ] |
| 2022 | 《吸血鬼生活》第三季                   | Jake Bender（编剧）、Zach Dunn（编剧）、Shana Gohd（编剧）、Sam Johnson（编剧）、Chris Marcil（编剧）、William Meny（编剧）、Sarah Naftalis（编剧）、Stefani Robinson（编剧）、Marika Sawyer（编剧）、Paul Simms（编剧）、Lauren Wells（编剧）                                                                                                | FX Productions/Two Canoes Pictures/343 Incorporated/FX電視網   | [ 14 ] [ 26 ] |
| 2023 | 《媽的多重宇宙》*                      | 關家永（编剧）、丹尼爾·舒奈特（编剧） | A24/AGBO/IAC                                                   | [ 14 ] [ 27 ] |
| 2023 | 《安道爾》: "背水一戰"                 | Beau Willimon（编剧）、東尼·格萊（编剧） | 卢卡斯影业/Disney+                                             | [ 14 ] [ 27 ] |
| 2023 | 《不！》                               | 喬登·皮爾（编剧） | 环球影业                                                       | [ 14 ] [ 27 ] |
| 2023 | 《海盜追殺令》第一季                   | David Jenkins（编剧）、Eliza Jiménez Cossio（编剧）、Zadry Ferrer-Geddes（编剧）、William Meny（编剧）、Maddie Dai（编剧）、Alyssa Lane（编剧）、John Mahone（编剧）、Simone Nathan（编剧）、Natalie Torres（编剧）、Zackery Alexzander Stephens（编剧）、Alex J. Sherman（编剧）、Jes Tom（编剧）、Adam Stein（编剧）                        | Dive/HBO Max                                                   | [ 14 ] [ 27 ] |
| 2023 | 《睡魔》第一季                         | 尼爾·蓋曼（编剧）、Lauren Bello（编剧）、Vanessa Benton（编剧）、Mike Dringenberg（编剧）、Sam Kieth（编剧）、Catherine Smyth-McMullen（编剧）、Heather Bellson（编剧）、Jim Campolongo（编剧）、Jay Franklin（编剧）、Austin Guzman（编剧）、Alexander Newman-Wise（编剧）、Ameni Rozsa（编剧）、大衛·S·高耶（编剧）、Allan Heinberg（编剧） | DC娱乐/Netflix                                                 | [ 14 ] [ 27 ] |
| 2023 | 《人生切割術》第一季                   | Dan Erickson（编剧）、Chris Black（编剧）、Andrew Colville（编剧）、Amanda Overton（编剧）、Anna Ouyang Moench（编剧）、Helen Leigh（编剧）、Kari Drake（编剧）、Mark Friedman（编剧） | Endeavor Content/Red Hour Productions/Apple TV+                | [ 14 ] [ 27 ] |
| 2024 | 《Barbie芭比》*                        | 葛莉塔·葛薇（编剧）、諾亞·波拜克（编剧） | 华纳兄弟、盛日影业、LuckyChap Entertainment                    | [ 28 ]        |
| 2024 | 《怪物少女妮莫娜》                     | Robert L. Baird（编剧）、Lloyd Taylor（编剧）、Pamela Ribon（编剧）、Marc Haimes（编剧）、Nick Bruno（编剧）、Troy Quane（编剧）、Keith Bunin（编剧）、Nate Stevenson（编剧） | 安纳布尔纳動畫、安纳布尔纳影业                                 | [ 28 ]        |
| 2024 | 《最後生還者》：《很久很久以後》       | 尼尔·德鲁克曼（编剧）、Craig Mazin（编剧） | Max                                                            | [ 28 ]        |
| 2024 | 《龍與地下城：盜賊榮耀》               | 強納森·高斯汀 (導演)（编剧）、約翰·戴利（编剧）、Michael Gilio（编剧）、克里斯·麥凱（编剧） | 派拉蒙影業、Entertainment One、孩之寶工作室                    | [ 28 ]        |
| 2024 | 《蜘蛛俠：飛躍蜘蛛宇宙》               | 菲爾·洛德與克里斯多福·米勒（编剧）、菲爾·洛德與克里斯多福·米勒（编剧）、大衛·卡拉漢（编剧） | 哥倫比亞影業、漫威娛樂、Avi Arad Productions                   | [ 28 ]        |
| 2024 | 《蒼鷺與少年》                         | 宫崎骏（编剧） | 吉卜力工作室、東寶                                             | [ 28 ]        |